# 693
693(육백구십삼)은 692보다 크고 694보다 작은 자연수다.

## 수학
- 합성수로, 그 약수는 총 12개다. (1, 3, 7, 9, 11, 21, 33, 63, 77, 99, 231, 693)
  - 693의 진약수의 합은 555이므로, 693은 부족수다.
- {\displaystyle 693=7\times 9\times 11}
  - 연속하는 세 홀수의 곱으로 나타낼 수 있으며, 이 성질을 지닌 앞의 수는 315, 다음 수는 1287이다.
- {\displaystyle 693=12^{2}+15^{2}+18^{2}}
  - 공차가 3인 세 자연수의 제곱합으로 나타낼 수 있는 수다. 이 성질을 지닌 앞의 수는 606, 다음 수는 786이다.
  - 연속하는 세 개의 {\displaystyle 3n}({\displaystyle n}은 자연수)의 제곱합으로 나타낼 수 있으며, 이 성질을 지닌 앞의 수는 450, 다음 수는 990이다.
- {\displaystyle 693=3^{6}-6^{2}}
- {\displaystyle 67^{3}-1}은 693으로 나누어떨어진다.
- 어떤 사건이 일어날 확률이 0.1%인 경우, 그 사건이 한 번 이상 일어날 확률을 50% 이상으로 하기 위해서는 최소 693회의 시행이 필요하다.[1]

## 과학
- NGC 693: 물고기자리 방향에 있는 렌즈형은하.
- 글리제 693(영어판): 공작자리 방향에 있는 적색왜성.
- 693 체르비네타(영어판): 소행성.
- IEEE 693(영어판): 전기 변전소의 내진 설계와 관련된 IEEE 표준.

## 교통
- 693번 지방도: 충청남도 천안시 동남구 수신면에서 병천면까지 이어지는 대한민국의 지방도.
- 현도 제693호선

## 군사
- 브레게 693(영어판): 브레게 항공(영어판)에서 제작되어 제2차 세계 대전에 사용된 프랑스의 지상 공격기.
- USS 신시내티 (SSN-693)(영어판): 미국의 군용 함선.

## 문화유산
- 대한민국의 보물 제693호: 묘법연화경

## 기타
- 연도: 693년, 기원전 693년

## 참고 자료
1. ↑  https://www.wolframalpha.com/input?i2d=true&i=1-Power%5B%5C%2840%290.999%5C%2841%29%2Cx%5D%3E0.5